# Cercle de Banamba
Pour les articles homonymes, voir Banamba (homonymie).
 (janvier 2017).
Si vous disposez d'ouvrages ou d'articles de référence ou si vous connaissez des sites web de qualité traitant du thème abordé ici, merci de compléter l'article en donnant les références utiles à sa vérifiabilité et en les liant à la section « Notes et références ».
Le cercle de Banamba est une collectivité territoriale malienne, dans la région de Koulikoro.

## Géographie

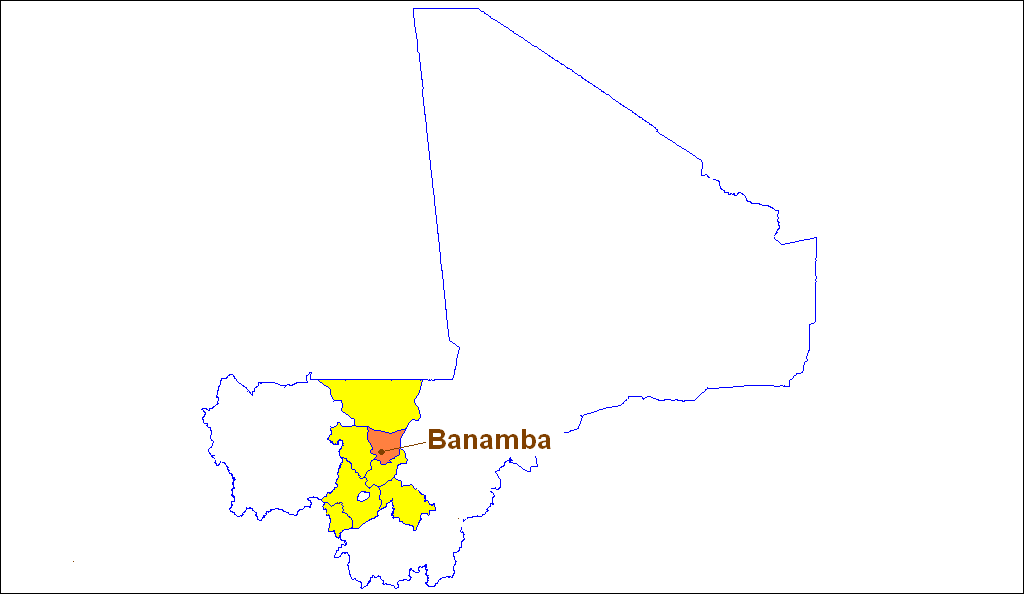
Région de Koulikoro.

Le cercle de Banamba est situé entre le 13°20’ et 14°35’ de latitude Nord ; et entre le 6°38’ et 7°41’ de longitude Ouest. Il appartient à la 2e région administrative dite « Région de Koulikoro » et couvre une superficie de 7 500 km2, soit 8,31 % de la région.
Il est limité :
- Au nord par le cercle de Nara
- Au sud par le cercle de Koulikoro
- À l’ouest par le cercle de Kolokani
- À l’est par le cercle de Niono et le cercle de Ségou

## Histoire
Le village de Banamba fut créé vers 1832 sur les ruines de celui de Guiligido dirigé alors par Matèfili Coulibaly. Cette année 1832 arrivèrent de Sokolo << Chouala >> des Simpara conduits par Hadji Simpara. Les terres de Banamba appartenaient au roi de Ségou qui les céda à Hadji Simpara. Il reçut en guise de présents : 700 000 cauris, 5 gourdes de miel, 10 barres de sel gemme et une quantité importante de cotonnade. El Hadji Omar Tall passa à Banamba en 1862.
Le souverain Toucouleur n’aura pas eu à Banamba un accueil favorable. Pour marquer sa déception, il refusa d’y camper et choisit de faire étape à Sinzana situé à quelque trois kilomètres de l’actuelle ville de Banamba.
La présence française dans la région de Banamba fut marquée par un événement important, l’abolition de l’esclavage en 1906. C’est à cette date que la subdivision de Koulikoro fut créée et l’administration coloniale installée à Banamba depuis les premières heures de la pénétration y fut transférée.
Le nom de Banamba signifierait « gros fromager » ou bana–bana « la maladie est guérie en bambara ».
Banamba se distingue des autres villages du même nom par son appartenance à la communauté créée par  sept villages. Aussi la capitale du cercle du même nom est Duguwolowila Banamba (Banamba de 7 villages). Il est également appelé en hommage à Hadji Simpara, Banamba SIMPARA. Un an après l’indépendance du Mali (22 septembre 1960), Banamba fut érigé en cercle en 1961 avec à sa tête l’instituteur Lassana Sacko comme administrateur. Aujourd’hui, le cercle de Banamba à la faveur de la décentralisation administrative, est une collectivité territoriale comprenant neuf (9) communes, gérée par un Conseil de Cercle. Le cercle de Banamba est aussi une circonscription administrative dirigée par un Préfet.

## Administration
Avant 2023, il est composé de neuf communes que sont : Banamba, Benkadi, Boron, Duguwolowula, Kiban, Madina Sacko, Sébété, Toubacoro et Toukorobara
Depuis 2023; le cercle codé en 0202, est composé de 6 arrondissements, 9 communes et 215 VFQ : villages, fractions et quartiers.
| Code   | Arrondissement                    |
| ------ | --------------------------------- |
| 020201 | Arrondissement central de Banamba |
| 020202 | Arrondissement de Boron           |
| 020203 | Arrondissement de Madina-Sacko    |
| 020204 | Arrondissement de Sébété          |
| 020205 | Arrondissement de Touba           |
| 020206 | Arrondissement de Toukoroba       |

| Code     | Commune      | Chef-lieu    | VFQ |
| -------- | ------------ | ------------ | --- |
| 02020101 | Banamba      | Banamba      | 28  |
| 02020102 | Benkadi      | Samakélé     | 13  |
| 02020103 | Kiban        | Kiban        | 6   |
| 02020201 | Boron        | Boron        | 49  |
| 02020301 | Madina Sacko | Madina Sacko | 35  |
| 02020401 | Sébété       | Sébété       | 10  |
| 02020402 | Toubacoro    | Toubacoro    | 23  |
| 02020501 | Duguwolowula | Touba        | 34  |
| 02020601 | Toukoroba    | Toukorobada  | 17  |